# 大河內一樓
大河內一樓（日语：／ Ookouchi ichirō，1968年3月28日—），日本剧作家、小说家，出身於宫城县仙台市，毕业于早稻田大学人类科学系。

## 主要作品

### 動畫
- ∀鋼彈（脚本/1999年）
- 天使領域（系列构成、脚本/2001年）
- 翼神世音（脚本/2002年）
- ARMS神臂（脚本/2002年）
- 劇場版∀鋼彈Ⅱ 月光蝶（脚本/2002年）
- 笑園漫畫大王（系列构成、脚本/2002年）
- 帝皇戰紀（系列构成、脚本/2002年）
- 狼雨（脚本/2003年）
- 宇宙星路（脚本/2003年）
- 惑星奇航（系列构成、全话脚本/2003年）
- 魔法老師（系列构成、全话脚本/2005年）
- 交响诗篇（脚本/2005年）
- 勇者物語（脚本/2006年）
- Code Geass 反叛的魯路修（故事原案、系列构成、脚本/2006年）
- 死後文（系列构成、全话脚本/2008年）
- Code Geass 反叛的魯路修R2（故事原案、系列构成、全话脚本/2008年）
- 罪惡王冠（副系列構成、腳本/2011年）
- 神奇树屋（脚本/2012年）
- 剑风传奇 黄金时代篇I 霸王之卵（脚本/2012年）
- 剑风传奇 黄金时代篇II 多尔多雷攻略（脚本/2012年）
- Code Geass 反叛的鲁路修 娜娜莉梦游仙境（监修/2012年）
- 伏 铁炮娘的捕物帐（脚本/2012年）
- 剑风传奇 黄金时代篇III 降临（脚本/2013年）
- 机动战士高达 第08MS小队 三次元的战斗（脚本/2013年）
- 革命機Valvrave（系列構成、脚本/2013年）
- 宇宙浪子（脚本/2014年）
- M3～黑色鋼鐵～（脚本/2014年）
- 黑執事 Book of Circus（脚本/2014年）
- 重装武器（脚本/2015年）
- 彗星·路西法（脚本/2015年）
- 甲鐵城的卡巴內里（系列构成、脚本/2016年）
- Princess Principal（系列构成、脚本/2017年）
- 妖精森林的小不點（脚本/2018年）
- 鲁邦三世 Part 5（系列构成、脚本/2018年）
- Code Geass 復活的魯路修（故事原案、脚本/2019年）
- 我们的七日战争（脚本/2019年）
- 無限滑板（系列構成、脚本/2021年）
- 讓我聽見愛的歌聲（脚本/2021年）
- 機動戰士GUNDAM 水星的魔女（系列構成、脚本/2022年）
- 機動戰士GUNDAM 水星的魔女 第二季（系列構成、脚本/2023年）
- SPY×FAMILY間諜家家酒 第二季（系列構成、脚本/2023年）
- 劇場版 SPY×FAMILY CODE: White（脚本/2023年）[3]
- 金剛戰神U（脚本/2024年）
- 怪獸8號（系列構成、脚本/2024年）

### 小説
- 少女革命 1 蒼の双樹（1998年）
- 少女革命 2 翠の想い（1998年）
- 機動戰艦 ルリの航海日誌（1998年）
- 機動戰艦 チャンネルはルリルリで（1998年）
- 機動戰艦 ルリAからBへの物語（1999年）
- 機動戰士GUNDAM 第08MS小隊（1999年）
- 秋葉原電腦組 つばめ初体験!? クラブ活動戦闘中（1999年）
- スターぼうず（2001年）
- 小小雪精靈（2002年）

### 其他
- Code Geass 双貌的OZ（コードギアス 双貌のオズ，企划协力。2012年）

## 外部連結
- 大河內一樓的X（前Twitter）